# Capicha
Capicha, auch als Hemina bekannt, war ein persisches Volumen- und Getreidemaß.
- 1 Capicha = 1/25 Artaba = 8/25 Collothun = 2 Chenikas[1]=2,6095 Liter[2]

Die Maßkette für Chapicha war
- 1 Artabe = 5/3 Legana = 8 Collothun = 100/11 Sabbitha = 25 Capicha = 50 Chenica = 200 Sextario
- 1 Chenica = 1,32 × 10−3 Kubikmeter